# Creu Negra Anarquista
La Creu Negra Anarquista (CNA) és una organització a nivell mundial de grups, autònoms i informals, que promou la llibertat dels presos, principalment anarquistes.
Des de l'inici de la seva història fins a l'actualitat després del seu ressorgiment, la Creu Negra ha estat i és objecte de persecucions per part de l'autoritat tant en règims demoliberals com en estats socialistes.

## Història

### Orígens
Els orígens de l'organització daten de la Revolució russa. Es va crear una institució a la qual es va dir Creu Roja Anarquista per organitzar l'ajuda als presoners polítics i les seves famílies del règim tsarista. Va ser durant la Guerra Civil Russa, quan se li va donar el nom a l'organització de Creu Negra Anarquista per evitar confusions amb la Creu Roja que també estava actuant al país.

### Caiguda i ressorgiment
Després de l'arribada al poder dels bolxevics en Rússia, la Creu Negra Anarquista es trasllada a Berlín, on contínua ajudant a presoners polítics del règim bolxevic, així com als dissidents italians al règim de Benito Mussolini. Amb l'augment de sol·licituds d'ajuda, l'organització s'enfonsa en la dècada de 1940 en tenir dificultats de finançament.
A la fi de la dècada de 1960 l'organització ressorgeix a Gran Bretanya per iniciativa de Stuart Christie i Albert Meltzer i es dedica a ajudar a la resistència espanyola antifranquista i als presos polítics anarquistes del règim de Francisco Franco.
En la dècada de 1980 l'organització s'expandeix, tenint en l'actualitat diferents grups a diverses regions del món, tenint una importància considerable en campanyes als Estats Units.
Actualment, hi ha grups de la Creu Negra Anarquista a: Espanya, Veneçuela, Costa Rica, Colòmbia, Argentina, Brasil, Puerto Rico, Mèxic, Suècia, Dinamarca, Gran Bretanya, Bèlgica, França, Polònia, *Rep Checa, Alemanya, Finlàndia, Holanda, Rússia, EUA i Àustria.

## Labors
Entre les labors que realitzen aquestes organitzacions en l'actualitat figuren:
- Mantenir correspondència habitual amb els presos a fi de reconfortar-los en el patiment de la presó i de tenir informació de primera mà sobre la situació a les presons i les violacions de drets humans que es poguessin donar.
- Denunciar la situació que es viu a l'interior de les presons, així com les dades d'agredits i morts i les violacions de drets humans.
- Defensar amb vehemència que la presó és un problema social i no una solució; així com buscar solucions més justes de rescabalament de víctimes que no generin més problemes socials.
- Difondre informació sobre legislació relativa a drets dels detinguts i aquells drets dels quals es pot fer ús a la presó i sobre com fer-ho.
- Realitzar col·loquis, xerrades, tallers, debats, activitats culturals, sobre el tema penitenciari.
- Denunciar la situació de presos concrets en campanyes específiques destinades al seu alliberament o millora de condicions.
- Organitzar manifestacions i concentracions per exigir o denunciar aspectes relacionats amb l'ideari anticarcelari de la CNA.

## La Creu Negra Anarquista per països
- Cruz Negra Anarquista (Bs.As.) - Argentina
- Cruz Negra Anarquista
- Cruz Negra Anarquista - Colombia
- Cruz Negra Anarquista (Medellín) - Colombia
- Cruz Negra Anarquista - Federación Ibérica
- Cruz Negra Anarquista - Venezuela / Red Latina de CNA], Sala de noticias de la Red Latina de CNA
- Cruz Negra Anarquista - São Paulo
- Kamina Libre - Chile
- Cruz Negra Anarquista - Venezuela
- La cizalla acrata
- Punto de fuga